# Lampada ad arco

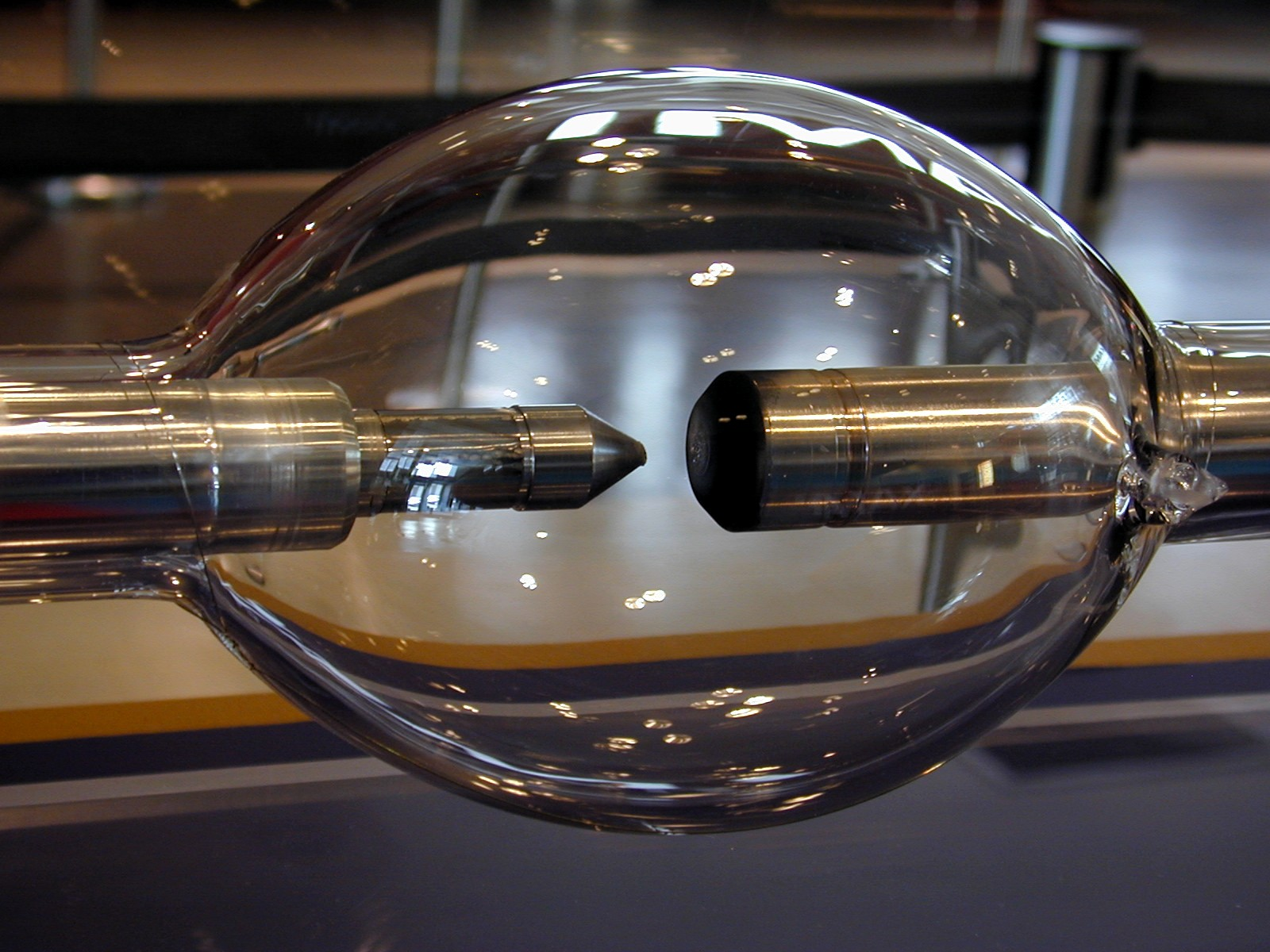
Lampada allo xeno

La lampada ad arco è un dispositivo di illuminazione basato sull'emissione luminosa di un arco voltaico. Si può considerare una particolare forma della lampada a scarica in aria atmosferica, dove in questo caso avviene una vera e propria scarica elettrica.

## Storia
Le prime dimostrazioni di principio si hanno a partire dall'inizio del XIX secolo da parte del chimico Humphry Davy.
Queste lampade sono state utilizzate per l'illuminazione pubblica nella seconda metà dell'Ottocento e nei potenti proiettori in uso fino alla seconda guerra mondiale, poi tranne qualche rara eccezione, venne soppiantata dalla lampada a scarica.
Attualmente la tecnologia è ritornata in uso, ma con l'ausilio del gas xeno.

## Descrizione e caratteristiche
La lampada è costituita da due elettrodi, solitamente di carbonio (grafite) che è l'unico materiale con temperatura di fusione superiore a quella del plasma nell'arco.
I due elettrodi, tra cui è presente una differenza di potenziale elettrico sia in corrente continua, sia in corrente alternata, vengono inizialmente messi in contatto e successivamente separati per creare l'arco.
L'emissione luminosa è molto intensa e bianca, molto vicina allo spettro solare, ma piuttosto instabile e ricca di raggi ultravioletti. Usatissima fino a qualche decina d'anni fa nei proiettori per sale cinematografiche.
Un problema di questo dispositivo è la continua erosione degli elettrodi, che devono essere continuamente e lentamente avvicinati.
La soluzione si ebbe con l'utilizzo di meccanismi ad orologeria o automatismi che manovrano gli elettrodi.